# David Kuiper
David Kuiper (ur. 12 grudnia 1980 w Aduard) – holenderski wioślarz, reprezentant Holandii w wioślarskiej ósemce podczas Letnich Igrzysk Olimpijskich w Pekinie.

## Osiągnięcia
- Mistrzostwa Świata – Gifu 2005 – ósemka – 8. miejsce[1].
- Mistrzostwa Świata – Eton 2006 – ósemka – 14. miejsce[1].
- Mistrzostwa Świata – Monachium 2007 – ósemka – 10. miejsce[1].
- Igrzyska Olimpijskie – Pekin 2008 – ósemka – 4. miejsce[1].
- Mistrzostwa Świata – Poznań 2009 – ósemka – 3. miejsce[1].
- Mistrzostwa Europy – Montemor-o-Velho 2010 – czwórka bez sternika – 8. miejsce[1].